# Natrocalcita
La natrocalcita és un mineral de la classe dels sulfats que pertany al grup de la tsumcorita. La seva fórmula és NaCu₂(SO₄)₂(OH)(H₂O)₂.
Segons la classificació de Nickel-Strunz, la natrocalcita pertany a «07.DF - Sulfats (selenats, etc.) amb anions addicionals, amb H₂O, amb cations de mida mitjana i grans» juntament amb els següents minerals: uklonskovita, caïnita, metasideronatrita, sideronatrita, despujolsita, fleischerita, schaurteita, mallestigita, slavikita, metavoltina, lannonita, vlodavetsita, peretaita, gordaita, clairita, arzrunita, elyita, yecoraita, riomarinaita, dukeita i xocolatlita.